# (5217) Chaozhou
(5217) Chaozhou  es un asteroide perteneciente al cinturón de asteroides, región del sistema solar que se encuentra entre las órbitas de Marte y Júpiter, más concretamente a la familia de Herta, descubierto el 13 de febrero de 1966 por el equipo del Observatorio de la Montaña Púrpura desde el Observatorio de la Montaña Púrpura, Nankín (China).

## Designación y nombre
Designado provisionalmente como 1966 CL. Fue nombrado Chaozhou en homenaje a la histórica ciudad china de Chaozhou, ubicada en el este de la provincia de Guangdong,  denominada con su actual nombre durante la dinastía Sui (590 d. C.), es la cuna de la "cultura de Chaoshan".

## Características orbitales
Chaozhou está situado a una distancia media del Sol de 2,383 ua, pudiendo alejarse hasta 2,775 ua y acercarse hasta 1,990 ua. Su excentricidad es 0,164 y la inclinación orbital 2,920 grados. Emplea 1343,75 días en completar una órbita alrededor del Sol.
El próximo acercamiento a la órbita terrestre se producirá el 21 de diciembre de 2114.

## Características físicas
La magnitud absoluta de Chaozhou es 13,7.